# Scottish Football League 1891-1892
La Scottish Football League 1891-1892 è stata la 2ª edizione della massima serie del campionato scozzese di calcio, disputato tra il 15 agosto 1891 e il 24 maggio 1892 e concluso con la vittoria del Dumbarton al suo secondo titolo consecutivo.
Capocannoniere del torneo fu John Bell (Dumbarton) con 23 reti.

## Stagione

### Aggiornamenti
Pur non essendo ancora prevista una divisione nazionale inferiore, l’ultima classificata della stagione precedente doveva essere rieletta per disputare la stagione successiva. Ciò non avvenne per il Cowlairs, che fu estromesso a favore del Leith Athletic. Si iscrissero inoltre il Renton, riammesso al campionato dopo l'esclusione della stagione precedente, e il Clyde. Ciò porto a 12 il numero delle squadre partecipanti.

### Avvenimenti
Il Dumbarton conquistò il titolo alla penultima partita, battendo 6-0 i Rangers e distanziando definitivamente il Celtic, seppur vincitore 0-4 sul campo del Renton.

## Classifica finale
Fonte:
|       | Pos. | Squadra        | Pt | G  | V  | N | P  | GF | GS |
| ----- | ---- | -------------- | -- | -- | -- | - | -- | -- | -- |
|       | 1.   | Dumbarton      | 37 | 22 | 18 | 1 | 3  | 78 | 27 |
|       | 2.   | Celtic         | 35 | 22 | 16 | 3 | 3  | 62 | 21 |
|       | 3.   | Hearts         | 34 | 22 | 15 | 4 | 3  | 65 | 35 |
|       | 4.   | Leith Athletic | 25 | 22 | 12 | 1 | 9  | 51 | 40 |
|       | 5.   | Rangers        | 24 | 22 | 11 | 2 | 9  | 59 | 46 |
|       | 6.   | Third Lanark   | 21 | 22 | 8  | 5 | 9  | 44 | 47 |
|       | 6.   | Renton         | 21 | 22 | 8  | 5 | 9  | 37 | 43 |
|       | 8.   | Clyde          | 20 | 22 | 8  | 4 | 10 | 63 | 61 |
|       | 9.   | Abercorn       | 17 | 22 | 6  | 5 | 11 | 44 | 59 |
|       | 10.  | St. Mirren     | 15 | 22 | 5  | 5 | 12 | 43 | 60 |
| [ 3 ] | 10.  | Cumbaslang     | 15 | 22 | 5  | 5 | 12 | 21 | 53 |
| [ 3 ] | 12.  | Vale of Leven  | 5  | 22 | 0  | 5 | 17 | 24 | 99 |

Legenda:
      Campione di Scozia.
Regolamento:
Due punti a vittoria, uno a pareggio, zero a sconfitta.
Vigeva il pari merito. In caso di arrivo a pari punti per l'assegnazione del titolo era previsto uno spareggio.